# Xanthorhoe aemyla
Xanthorhoe aemyla är en fjärilsart som beskrevs av Louis Beethoven Prout 1938. Xanthorhoe aemyla ingår i släktet Xanthorhoe och familjen mätare. Inga underarter finns listade i Catalogue of Life.